# Austrelatus mamberamo
Austrelatus mamberamo (лат.) — вид жуков-плавунцов рода Austrelatus из подсемейства Copelatinae (Dytiscidae). Новая Гвинея. Видовое название A. mamberamo дано по месту обнаружения типовой серии (Mamberamo).

## Распространение
Встречается в Индонезии на острове Новая Гвинея (провинция Папуа, Mamberamo Raya Regency, Rouffaer Mts, Noiadi, 02°46’S, 137°46’E, на высоте 150—200 м над уровнем моря).

## Описание
Мелкие жуки-плавунцы, длина 7,5—7,9 мм. Представителей можно отличить от близких видов по следующей комбинации признаков:
срединная доля гениталий имеет вершину левой дорсальной доли вытянутую, с более поперечным, узким гребнем. Надкрылья тёмные, с узкой желтовато-красной базальной полосой и желтовато-красным пятном у вершины. Передняя лапка самца толще в апикальной части и сильнее изогнута вниз, чем задняя, с субапикальной насечкой на внутреннем крае. Голова красновато-коричневая. Антенны, другие головные придатки, а также передние и средние ноги красноватые, задние ноги тнмнее, все ноги темнее дистально. Брюшная сторона коричневато-чёрная. Надкрылья с 11+1 бороздками (бороздки 1-3 редуцированы в 1/2 базальной части, бороздка 1 может быть редуцирована до апикальных полос).